# Muzea w Berlinie

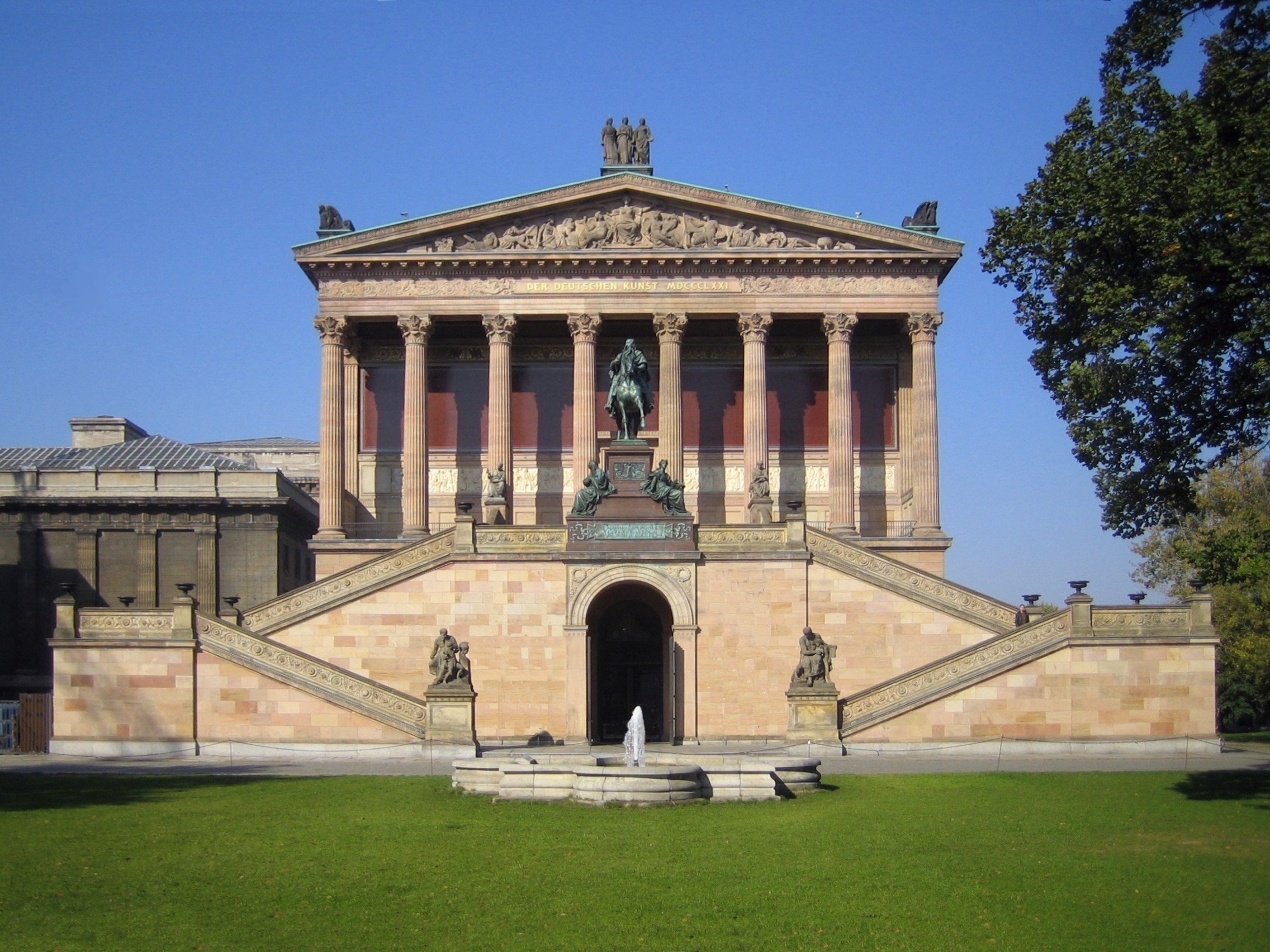
Stara Galeria Narodowa w Berlinie

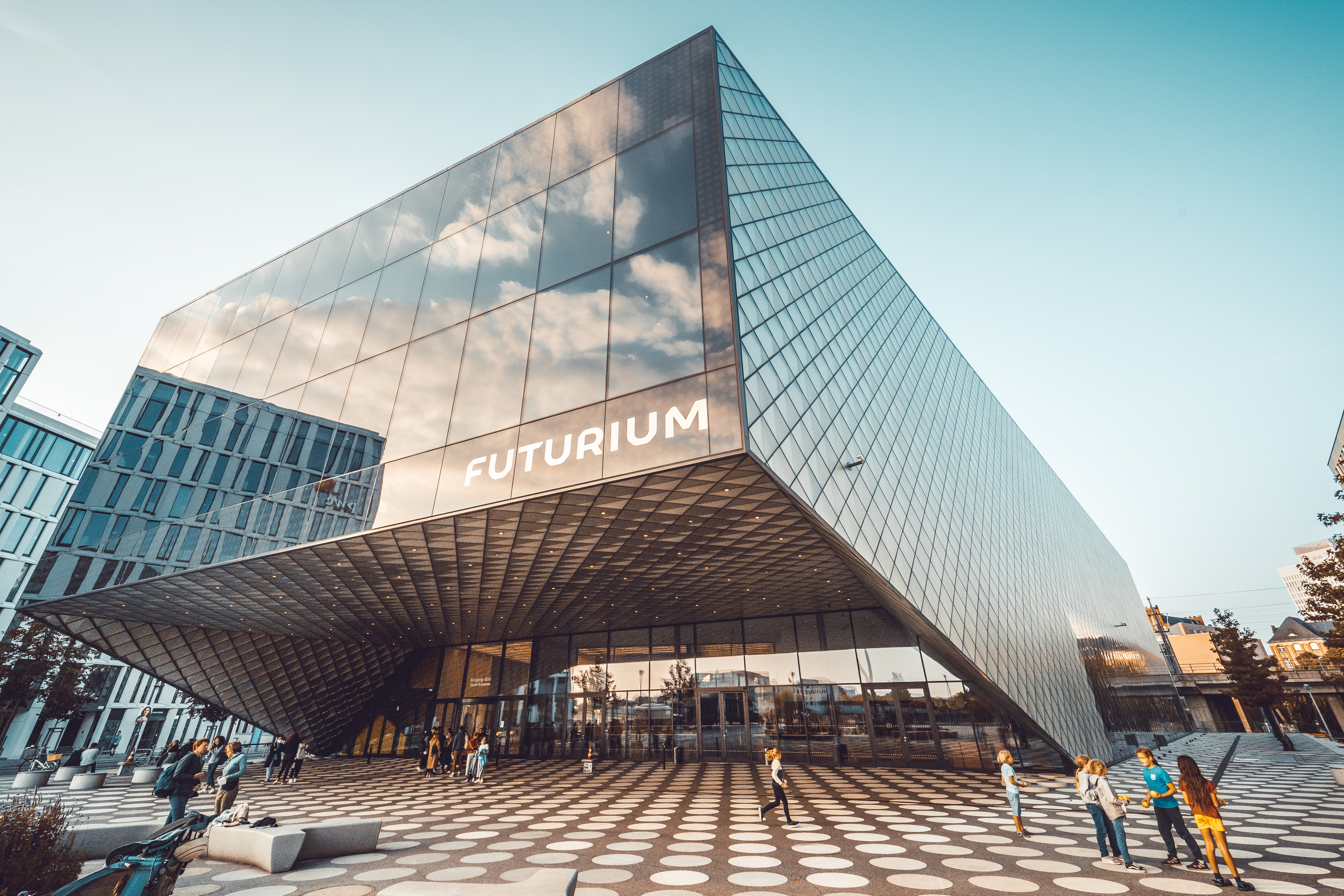
Futurium

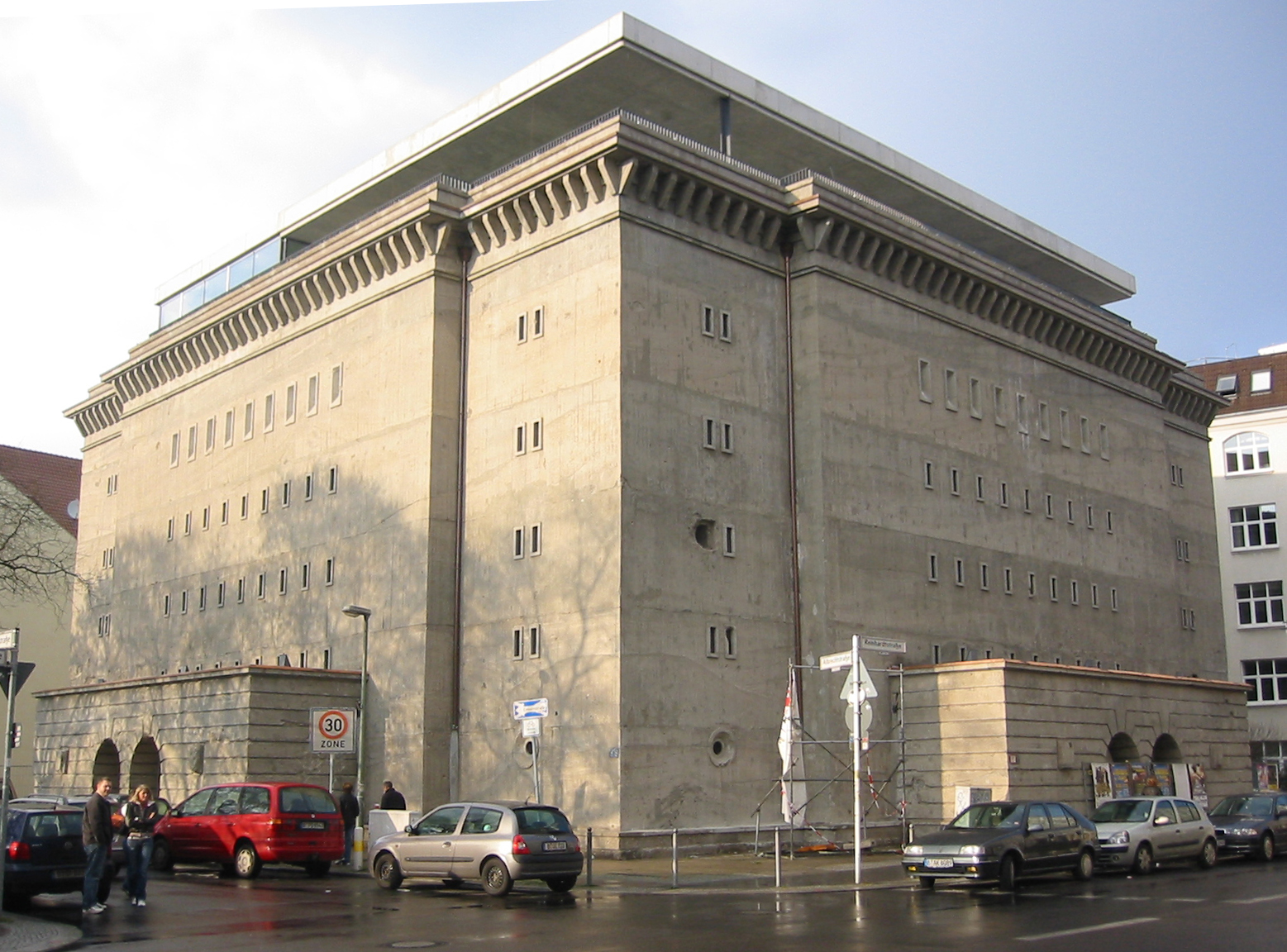
Boros Collection

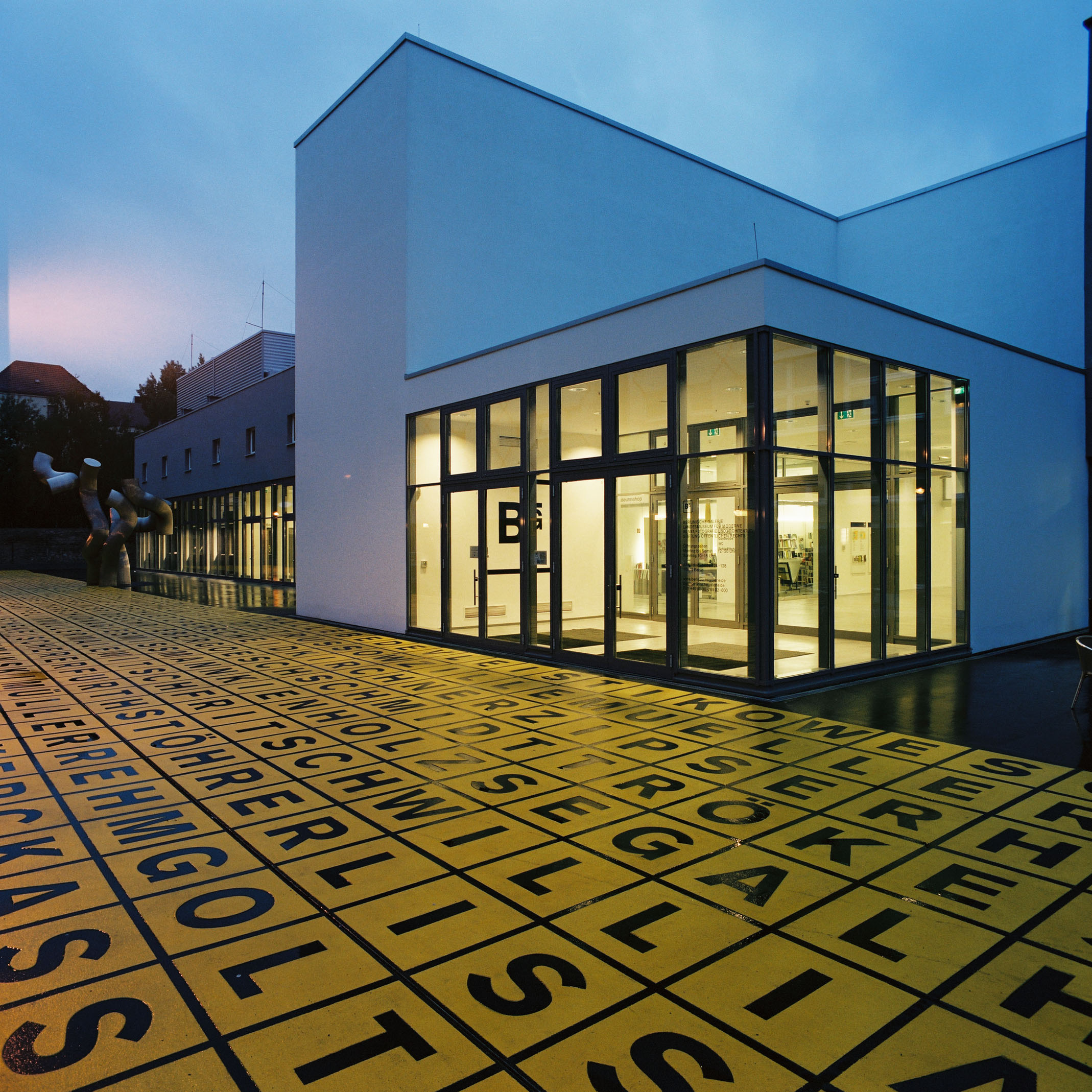
Berlinische Galerie

Muzea w Berlinie

## Muzea państwowe
- Berlin-Mitte
  - Wyspa Muzeów (niem. Museumsinsel)
    - Stare Muzeum (niem. Altes Museum): Antikensammlung i Muzeum Egipskie
    - Muzeum im. Bodego (niem. Bode-Museum)
    - Nowe Muzeum (niem. Neues Museum)[1]
    - Muzeum Pergamońskie (niem. Pergamonmuseum): kolekcja sztuki starożytnej, Muzeum Sztuki Islamskiej (Museum für Islamische Kunst), Muzeum Azji Przedniej (Vorderasiatisches Museum)
    - Stara Galeria Narodowa (niem. Alte Nationalgalerie)

  - Friedrichswerdersche Kirche
  - Futurium(inne języki), Muzeum Przyszłości

- Tiergarten
  - Kulturforum Potsdamer Platz
    - Gemäldegalerie Berlin
    - Kunstbibliothek(inne języki)
    - Muzeum Sztuki Użytkowej (niem. Kunstgewerbemuseum)
    - Kupferstichkabinett(inne języki)

  - Nowa Galeria Narodowa (niem. Neue Nationalgalerie)
  - Hamburger Bahnhof

- Dahlem
  - Muzeum Etnologiczne (niem. Ethnologisches Museum(inne języki))
  - Muzeum Sztuki Azjatyckiej (niem. Museum für Asiatische Kunst(inne języki))
  - Muzeum Kultur Europejskich (niem. Museum Europäischer Kulturen(inne języki))

- Charlottenburg
  - Museum für Vor- und Frühgeschichte(inne języki)
  - Museum Berggruen (kolekcja Heinza Berggruen(inne języki))
  - Muzeum Fotografii (niem. Museum für Fotografie(inne języki))

- Köpenick
  - Muzeum Sztuki Użytkowej (niem. Kunstgewerbemuseum Berlin) w Pałacu Köpenick

## Stiftung Stadtmuseum Berlin(inne języki)
Fundacja państwowych muzeów w Berlinie:
- Märkisches Museum(inne języki) – muzeum historii Berlina
- Museum Nikolaikirche
- Museum Ephraim-Palais(inne języki)
- Museum Nicolaihaus(inne języki)
- Museum Knoblauchhaus(inne języki)
- Sammlung Kindheit und Jugend(inne języki)
- Museum Galgenhaus
- Freilichtmuseum Domäne Dahlem(inne języki)
- Museumsdorf Düppel(inne języki)
- Sportmuseum Berlin(inne języki)
- Naturwisseftlicnschahe Sammlung(inne języki)
- Museum Schloss Friedrichsfelde(inne języki)
- Grünauer Wassersportmuseum(inne języki)

## Inne
- Muzeum Historii Naturalnej (niem. Museum für Naturkunde)
- Muzeum Żydowskie w Berlinie (niem. Jüdisches Museum Berlin)
- Niemieckie Muzeum Techniki (niem. Deutsches Technikmuseum)
- Musikinstrumentenmuseum Berlin(inne języki)
- Muzeum Checkpoint Charlie
- Polizeihistorische Sammlung(inne języki) (PHS) w Tempelhof
- Gründerzeitmuseum(inne języki) Mahlsdorf (założone przez Charlotte von Mahlsdorf)
- Bezirksmuseen (Heimatmuseen)
- The Story of Berlin(inne języki) wystawa o historii Berlina[2]
- Archiwum Bauhausu
- Niemieckie Muzeum Szpiegów
- Deutschlandmuseum